# Шунут
Шунут (Шунут-Камень) — гора в Свердловской области России, горная вершина Урала длиной 15 километров. Находится к западу от Екатеринбурга. Является стратотипом, а также самой высокой точкой Коноваловского увала. Известный и часто посещаемый туристами государственный природный заказник Урала с камнями-останцами и покрытый темнохвойной тайгой, являющейся местообитанием редких растений.

## Географическое положение
Гора Шунут расположена на границе Нижнесергинского района и городского округа Ревда, в 10 километрах к юго-западу от посёлка Краснояра. Является высшей вершиной хребта Коноваловский увал, находится в его центральной части. Высота — 726,2 метра. Гора полностью покрыта темнохвойным лесом. Южнее горы находится Шунутское болото, из которого берёт начало река Шунут, правый приток реки Бардым.

## Описание
На вершине горы находятся скалы-останцы, которые с восточной стороны достигают высоты 60—70 метров и издали напоминают средневековую крепость. Массив сложен древними кварцитовыми породами, конгломератами, кварцито-песчаниками. На горе растут редких виды растений: (ветреница уральская, цицербита уральская, подлесник европейский, венерин башмачок, саранка). От лесовозной дороги, идущей вдоль восточного склона хребта, к вершине по просеке отходит тропа. C вершины горы в хорошую погоду различим город Екатеринбург. Гора является памятником природы с южно-таежным ландшафтом и с элементами европейских темнохвойных и широколиственных лесов, со скальными обнажениями и редкими видами растений.
Гора в основном покрыта лесом, за исключением вершины и ряда примыкающих к ней скал. Высота скал — 25—40 метров с запада, 60—70 метров с востока, возраст — более 600 млн лет. По характеру почв и растительного покрова территория этого горного массива с прилегающими землями относится к южной подзоне тайги. На отроге горы Шунут находится известная скала Старик-Камень, которую ещё называют Головой Шунута. К горе подходит грунтовая дорога, идущая от окраины Мариинска. Рядом с Шунутом есть радоновый источник Платонида, и могила старицы Платониды, известные у старообрядцев.

## Этимология
С мансийского языка шун — «существо», башкирского ут-«огонь». Гора использовалась как сторожевая, сигнальный огонь разжигался в случае опасности. Другая версия с тюркского языка шун — «сани», «нарты». В ряде работах вместо Шунут-камень используется название Белый камень (вероятно, за светлый цвет скал). А также широко используется река Шунут, Шунутский рудник, Шунутский увал, Шунутские горы, Шунутский кряж, Шунутская гряда, что говорит о том, что название реки первично.

## Памятник природы
С 1983 года гора Шунут-камень с окружающими лесами площадью в 3806 гектар на территории Нижне-Сергинского лесничества, Билимбаевского лесничества является особо охраняемой территорией Свердловской области, геоморфологическим, стратиграфическим памятником, ландшафтным заказником.

## Экранизации
- Художественный фильм Золотая баба (фильм)
- Телепередача Дикий Урал 2-й сезон 4 серия